# 파롤리세
파롤리세(이탈리아어: Parolise)는 이탈리아 캄파니아주 아벨리노도의 코무네다.